# Kiesgrube Am Buchenhof
Koordinaten: 50° 50′ 21″ N, 6° 36′ 31″ O
Das Naturschutzgebiet Kiesgrube Am Buchenhof liegt auf dem Gebiet der Stadt Kerpen im Rhein-Erft-Kreis in Nordrhein-Westfalen. 
Das Gebiet erstreckt sich südwestlich der Kernstadt Kerpen und östlich von Golzheim, einem Ortsteil der Gemeinde Merzenich im Kreis Düren. Nördlich und östlich verläuft die B 264, westlich verläuft die Landesstraße L 327. Unweit westlich fließt das Seelrather Fließ.

## Bedeutung
Für Kerpen ist seit 1991 ein 4,45 ha großes Gebiet unter der Kenn-Nummer BM-042 als Naturschutzgebiet ausgewiesen. Die Unterschutzstellung erfolgt zur Erhaltung der Lebensgemeinschaften und Lebensstätten bestimmter wildlebender Tierarten. 